# Tyn Fron
Tyn Fron ist eine Megalithanlage beim Ort Rhiw in Gwynedd an der Spitze der Lleyn-Halbinsel in Wales. Ihr großer Deckstein wurde seiner Tragsteine beraubt. Der zugehörige Cairn ist abgesehen von einigen Steinen die unter dem Deckstein liegen, nicht mehr vorhanden. Aufgrund des Zerstörungsgrades kann die Anlage nicht eindeutig bestimmt werden. Wahrscheinlich war sie ein Portal Tomb, oder gehört in diese „Tradition“. Als Portal Tombs werden auf den Britischen Inseln Megalithanlagen bezeichnet, bei denen zwei gleich hohe, aufrecht stehende Steine mit einem Türstein dazwischen, die Vorderseite einer Kammer bilden, die mit einem zum Teil gewaltigen Deckstein bedeckt ist.

## Beschreibung
Das klassische Portal Tomb ist eine etwa quadratische Anlage, die an der Frontseite ein Portal besitzt. Die Kammer wird mit einem Deckstein bedeckt, der bis zu 100 Tonnen wiegen kann. Offensichtlich waren viele von Cairns bedeckt, aber einigen fehlt der Hinweis auf einen Hügel. Inzwischen ist anerkannt, dass Portal Tombs am Beginn der Jungsteinzeit in den Jahrhunderten nach 4000 v. Chr. errichtet wurden. Sie sind auf den Kanalinseln, in Cornwall und auf beiden Seiten der Irischen See zu finden, nicht aber auf der Isle of Man. Dass die Portal Tombs von Wales und Irland sich sehr ähnlich sind, weist auf eine gemeinsame religiöse Tradition.
In der Nähe liegen das Portal Tomb Tan y Muriau und die Anlage Llwynfor.